# Max Chancy
Pour les articles homonymes, voir Chancy.
Max Chancy, né le 9 mai 1928 et mort le 25 mars 2002, est un intellectuel haïtien, pédagogue et militant marxiste, qui a vécu longtemps au Canada.

## Biographie

### Cursus
Diplômé de l'École normale supérieure de l'université d'État d'Haïti, il obtient également une licence en philosophie de la Sorbonne et un doctorat en philosophie à l'université Johannes Gutenberg de Mayence (Allemagne).

### Carrière
À la fin de ses études universitaires, Max Chancy revient en Haïti et enseigne à l'université d'État d'Haïti ainsi qu'au lycée Toussaint Louverture. En 1954, il cofonde le Centre d'études secondaires (CES) d'Haïti.
Parallèlement à ses activités d'enseignement, il s'engage dans le syndicalisme et cofonde avec Marcel Gilbert l'Union nationale des maîtres de l'enseignement secondaire (UNMES). Révolutionnaire opposé à la dictature de François Duvalier, il est membre du Parti populaire de libération nationale (PPNL). Il est arrêté et torturé en 1963.
Libéré, il émigre au Canada en 1965 avec sa famille en tant que réfugié politique et s'établit à Outremont, Montréal. Malgré son exil, il demeure un militant communiste, toujours au sein du PPLN, qui change de nom pour le Parti unifié des communistes haïtiens (PUCH) en 1969.
Professeur de philosophie au Collège Édouard-Montpetit de 1970 à 1985 et chargé de cours à l'Université du Québec à Montréal (UQAM) de 1973 à 1977, il devient en 1980 membre du Conseil supérieur de l'éducation du Québec où il préside différents comités, notamment l'un sur « L'école québécoise et les communautés culturelles » qui débouche sur le « Rapport Chancy ».
Toujours engagé pour le système pédagogique de son pays d'origine, il contribue avec son épouse à la fondation en 1972 à Montréal de la Maison d'Haïti, une organisation dédiée à l'éducation et à la vie communautaire.
Il rentre en Haïti en 1986 à la suite de la chute de Jean-Claude Duvalier. Il y meurt en 2002.

## Vie privée
Max Chancy est l'époux d'Adeline Magloire Chancy, ancienne secrétaire d'État à l'Alphabétisation et Ministre à la condition féminine et aux droits de la femme. Ensemble, ils auront trois enfants, Bernard Chancy, Jean-Pierre Chancy et Michel Chancy.

## Œuvres
- [vidéo] Max Chancy, « "Haïti, J'accuse" - Documentaire sur l'histoire d'Haïti (1492-1957) », sur collectif-haiti.fr
- (en) « Maxchancy1804 », sur YouTube (consulté le 31 décembre 2023)